# Montaut (Dordogne)
Montaut ist eine französische Gemeinde mit 127 Einwohnern (Stand 1. Januar 2022) im Département Dordogne in der Region Nouvelle-Aquitaine (vor 2016: Aquitanien). Sie gehört zum Arrondissement Bergerac und zum Kanton Sud-Bergeracois.
Der Name in der okzitanischen Sprache lautet Mont Aut, der „hoher Berg“ bedeutet.
Die Einwohner werden Montois und Montoises genannt.

## Geographie
Montaut liegt ca. 15 km südöstlich von Bergerac im Gebiet Bergeracois der historischen Provinz Périgord am südlichen Rand des Départements.
Die höchste Erhebung im Gebiet der Gemeinde ist der Terme du Furgou (173 m).
Umgeben wird Montaut von den Nachbargemeinden:
| Monmadalès              | Faux-en-Périgord                            | Monsac |
| Saint-Cernin-de-Labarde | Kompassrose, die auf Nachbargemeinden zeigt |        |
| Issigeac                | Boisse                                      | Bardou |

Montaut liegt im Einzugsgebiet der Flüsse Dordogne und Garonne.
Die Conne, ein Nebenfluss der Dordogne, bildet die natürliche Grenze zur nördlichen Nachbargemeinde Faux-en-Périgord. Die Banège, ein Nebenfluss des Dropt, durchquert das Gemeindegebiet im Süden.

## Geschichte
Montaut wird 1273 erstmals in den Schriften erwähnt.

### Toponymie
Toponyme und Erwähnungen von Montaut waren:
- Manteacon in Baianuio (1273, Manuskript von Wolfenbüttel),
- Eccl. de Montedalto (1278),
- Mons Altus (1298, Gewohnheitsrechte von Issigeac, laut Schriftensammlung des Abbé de Lespine),
- Monteaut d’Issigeac (1750, Karte von Cassini),
- Montaut (1793 und 1801, Notice Communale bzw. Bulletin des Lois).[6][7][8]

### Einwohnerentwicklung
Nach Beginn der Aufzeichnungen stieg die Einwohnerzahl zu Beginn des 19. Jahrhunderts auf einen Höchststand von rund 335. In der Folgezeit konnte die Größe der Gemeinde bis zu den 1880er Jahren approximativ auf einem Niveau von über 300 Einwohnern gehalten werden. Anschließend setzte eine Phase der Stagnation ein, die die Zahl der Einwohner bei kurzen Erholungsphasen bis zu den 1970er Jahren auf rund 100 Einwohner sinken ließ, bevor eine Phase mit moderatem Wachstum einsetzte, die heute noch anhält.
| Jahr      | 1962 | 1968 | 1975 | 1982 | 1990 | 1999 | 2006 | 2010 | 2022 |
| --------- | ---- | ---- | ---- | ---- | ---- | ---- | ---- | ---- | ---- |
| Einwohner | 146  | 123  | 103  | 107  | 105  | 114  | 109  | 113  | 127  |

## Sehenswürdigkeiten

### Pfarrkirche Saint-Vincent
Bei der Vinzenz von Valencia geweihten Kirche handelt es sich um einen Neubau aus dem Jahre 1870. Ihre Westfassade zeigt einen schmalen Eingang, darüber einen kleinen Okulus, eine neuromanische Zwillingsöffnung und eine rundbogenförmigen Öffnung für die Glocken.

### Chartreuse von Péchalvès
Die Chartreuse befindet sich im Weiler Péchalvès südlich des Zentrums von Montaut. Sie ist am Ende des 18. Jahrhunderts erbaut worden und war der Wohnsitz der Familien Richommes, Joas de Laroque und Montard. Der Bau ist u-förmig um einen viereckigen Turm angelegt. Der Wohntrakt und seine beiden Flügel bilden das Hauptgebäude, wobei der südliche Flügel nicht mehr mit seinem ursprünglichen Dach gedeckt ist. Die neuen Besitzer haben am Ende des 20. Jahrhunderts umfangreiche Restaurierungsarbeiten durchgeführt. Die Chartreuse ist in Privatbesitz und der Öffentlichkeit nicht zugänglich.

## Wirtschaft und Infrastruktur
Die Landwirtschaft ist einer der wichtigsten Wirtschaftsfaktoren der Gemeinde.

### Sport und Freizeit
Der Rundweg Boucle de Marsalou – Montaut besitzt eine Länge von 14,6 km bei einem Höhenunterschied von 45 m. Er führt vom Zentrum zu Fuß, mit dem Fahrrad oder zu Pferd vom Zentrum von Montaut durch das Gebiet der Gemeinde, nach Issigeac und teilweise durch die Nachbargemeinde Monmadalès.

### Verkehr
Montaut ist erreichbar über Nebenstraßen, die von der Route départementale 21 abzweigen, die im Norden über Monmadalès und im weiteren Verlauf nach Mouleydier auf der Verkehrsachse Bergerac–Sarlat-la-Canéda, im Süden nach Issigeac führt. Die Route départementale 22 verbindet die Gemeinde mit der Nachbargemeinde Faux-en-Périgord im Norden, die Route départementale 27 mit Momsac im Nordosten. Die Route départementale 25 durchquert Montaut von West nach Ost und verbindet die Gemeinde im Westen mit Issigeac, im Osten mit Naussannes und Beaumontois en Périgord.

## Persönlichkeiten
Robert Soulage, geboren am 9. Juni 1913 in Montaut, war im Zweiten Weltkrieg Mitglied der Résistance und nach dem Krieg Mitbegründer der Weltbürgerbewegung.